# Cantonul Rombas
Cantonul Rombas este un canton din arondismentul Metz-Campagne, departamentul Moselle, regiunea Lorena, Franța.

## Comune
| Comune    | Populație (1999) | Cod poștal | Cod INSEE |
| --------- | ---------------- | ---------- | --------- |
| Amnéville | 10 090           | 57360      | 57019     |
| Rombas    | 9 929            | 57120      | 57591     |